# Rödfyr

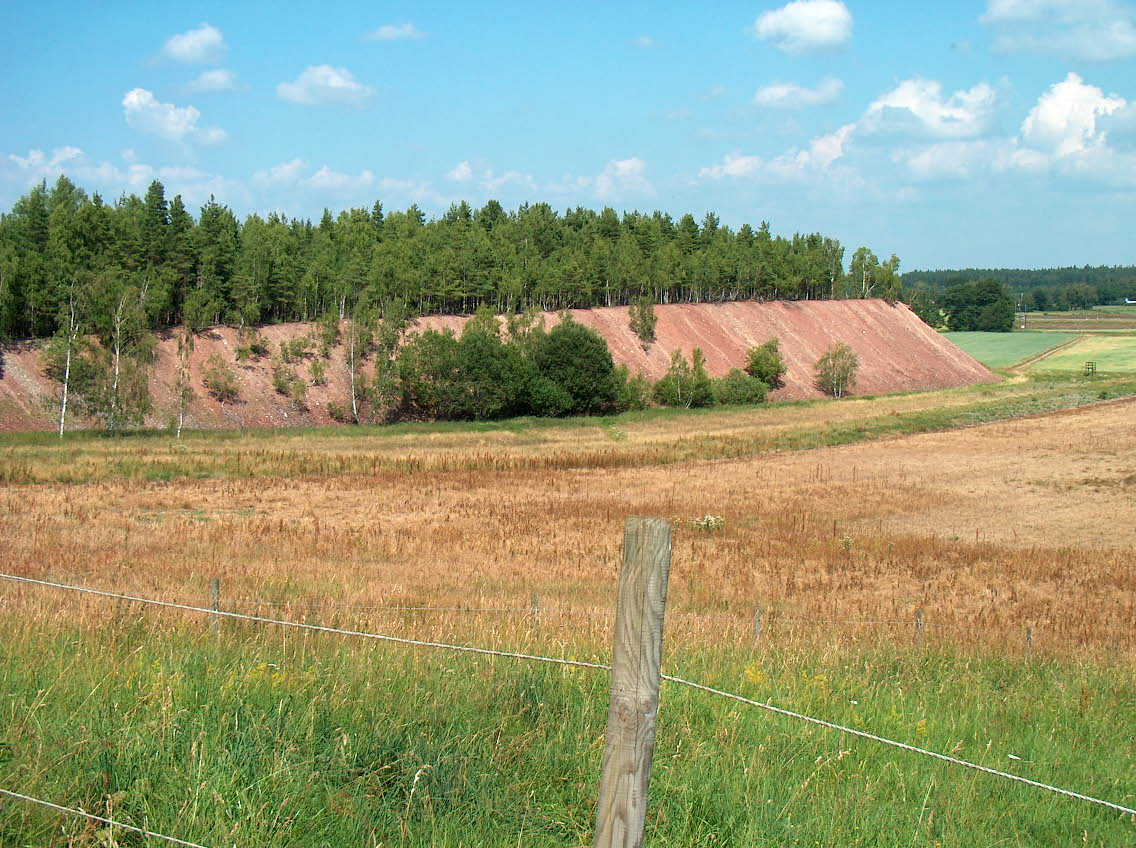
Rödfyrtipp vid Bredegårdens kalkbruk i Tidaholms kommun

Rödfyr är restprodukten när man bränner alunskiffer vid kalkbrott. Då alunskiffer har en hög halt av organiskt material upptäckte man att vid hög temperatur gick den att använda som bränsle. Rödfyr känns igen på sin lagerstruktur och främst sin starkt tegelröda färg. Idag kan man hitta högvis med rödfyr vid gamla kalkbrott vid till exempel Hunneberg och Kinnekulle, där det lämnats kvar efter kalkproduktionen. 
Rödfyren har haft ett brett användningsområde, mest som utfyllnadsmaterial men även som vägbeläggning och underlag till tennisbanor. Alunskiffer och även rödfyr, innehåller stora mängder uran och andra farliga ämnen som arsenik, vanadin och molybden. Att använda rödfyr kan därför skapa både förorenat grundvatten och mark.